# Hans-Jochen Schmidt
Pour les articles homonymes, voir Hans Schmidt et Schmidt.
Hans-Jochen Schmidt (* 15.  Avril 1947 à Bad Kösen) est un diplomate allemand et ambassadeur en Arménie de 2009 à 2012. 

## Biographie
Après le lycée en 1966 et les obligations de service militaire dans l'armée, il a étudié 1969-1975 le droit et passe en 1974 son premier examen juridique de l'état. De 1975 à 1977, il est superviseur chez Inter Nationes, fondé en 1952 par l’Institut du ministère des Affaires étrangères pour diffuser des informations sur la République fédérale à l’étranger. 
En 1977, il rejoint le service diplomatique et trouve, après l’achèvement du service préparatoire de 1979, sa première affectation à l'ambassade d'Égypte. Il a ensuite servi de 1982 à 1986 à l'office des Affaires étrangères et de 1986 à 1989 à l'ambassade du Zaïre. Il est alors représentant permanent du consul général à Atlanta avant de revenir en 1992 au siège du ministère des Affaires étrangères. 
Après être chef d'unité adjoint au ministère des Affaires étrangères de 1993 à 1996, M. Schmidt est représentant permanent du consul général à Saint-Pétersbourg de 1996 à 2000. En conséquence, il est nommé représentant permanent de l'ambassadeur en Ukraine avant d'être chef d'unité à l'office des Affaires étrangères de 2004 à 2007. Entre 2007 et 2008, il est représentant permanent de l'ambassadeur au Kazakhstan, puis chef du bureau de l'OSCE à Minsk . 
Le 23 octobre 2009, il est le successeur d'Andrea Maria Joana-Wiktorin ambassadeur de la République fédérale d'Allemagne en Arménie et occupe ce poste jusqu'à son entrée à la retraite en 2012. Son successeur comme ambassadeur en Arménie, Reiner Morell, ancien ambassadeur au Turkménistan, entre en fonction le 19 juillet 2012. 